# Вальсторф (Гольштейн)
Вальсторф (нем. Wahlstorf) — община в Германии, в земле Шлезвиг-Гольштейн.
Входит в состав района Плён. Подчиняется управлению Прец-Ланд. Население составляет 497 человек (на 31 декабря 2010 года). Занимает площадь 14,83 км².
Коммуна подразделяется на 3 сельских округа.